# Röttenbach (Landkreis Roth)
Röttenbach ist eine Gemeinde im Landkreis Roth (Mittelfranken, Bayern).

## Geografie

### Lage
Röttenbach liegt im Fränkischen Seenland. Der namengebende Röttenbach durchfließt den Ort. Er entspringt fünf Kilometer östlich im Waldgebiet Irlespan und mündet nordwestlich von Röttenbach in die Schwäbische Rezat. Westlich von Röttenbach erhebt sich das Spalter Hügelland.
Die Nachbargemeinden sind Pleinfeld, Heideck, Georgensgmünd und Spalt.

### Gemeindegliederung
Es gibt fünf Gemeindeteile (in Klammern ist der Siedlungstyp angegeben):
- Mühlstetten (Kirchdorf)
- Niedermauk (Kirchdorf)
- Oberbreitenlohe (Dorf)
- Röttenbach (Pfarrdorf)
- Unterbreitenlohe (Dorf)

Es gibt auf dem Gemeindegebiet die Gemarkungen Mühlstetten und Röttenbach. Die Gemarkung Röttenbach hat eine Fläche von 13,913 km². Sie ist in 2425 Flurstücke aufgeteilt, die eine durchschnittliche Fläche von 5737,48 m² haben. In ihr liegt neben dem namensgebenden Ort der Gemeindeteil Niedermauk.

## Geschichte

### Bis zur Gemeindegründung
Röttenbach entstand vermutlich um das Jahr 1000 als Rodungssiedlung. 1109 wurde der Ort als „Rvottenbach“ erstmals urkundlich erwähnt. Der Ortsname leitet sich von einem gleichlautenden Gewässernamen ab, der roter Bach bedeutet. Um 1200 weihte der Eichstätter Bischof Otto im Ort eine Marienkirche.
Gegen Ende des 18. Jahrhunderts gab es in Röttenbach 55 Anwesen, eine Kirche, ein Pfarrhaus, eine Schule und ein Gemeindehirtenhaus. Das Hochgericht übte das Kommende Ellingen des Deutschen Ordens aus, die Dorf- und Gemeindeherrschaft sowie die Grundherrschaft über 54 Anwesen hatte das Trisoleiamt Ellingen.
Im Rahmen des Gemeindeedikts (frühes 19. Jahrhundert) wurde Röttenbach dem Steuerdistrikt Mischelbach zugeordnet. Mit dem Zweiten Gemeindeedikt (1818) entstand die Ruralgemeinde Röttenbach, zu der Niedermauk gehörte. Die Gemeinde hatte ursprünglich eine Gebietsfläche von 9,314 km². Sie war in Verwaltung und Gerichtsbarkeit dem Landgericht Hilpoltstein zugeordnet und in der Finanzverwaltung dem Rentamt Hilpoltstein (1919 in Finanzamt Hilpoltstein umbenannt). Ab 1862 gehörte Röttenbach zum Bezirksamt Neumarkt in der Oberpfalz. Die Gerichtsbarkeit blieb beim Landgericht Hilpoltstein (1879 in Amtsgericht Hilpoltstein umbenannt), seit 1973 ist das Amtsgericht Schwabach zuständig. 1880 wurde Röttenbach dem neu gebildeten Bezirksamt Hilpoltstein zugeordnet (1939 in Landkreis Hilpoltstein umbenannt). Seit dem 1. Juli 1972 gehört Röttenbach zum Landkreis Roth.

### Eingemeindungen
Im Zuge der Gebietsreform in Bayern wurde die Gemeinde Mühlstetten am 1. Januar 1975 in die Gemeinde Röttenbach eingegliedert.

### Einwohnerentwicklung
Gemeinde Röttenbach
| Jahr      | 1818   | 1836   | 1852   | 1861   | 1867   | 1871   | 1875   | 1880   | 1885   | 1890   | 1895   | 1900   | 1905   | 1910   | 1919   | 1925   | 1933   | 1939   | 1946   | 1950   | 1961   | 1970   | 1987   | 2007   | 2014   | 2021   |
| Einwohner | 353    | 420    | 379    | 393    | 421    | 426    | 440    | 429    | 463    | 452    | 441    | 451    | 461    | 432    | 436    | 468    | 516    | 560    | 788    | 861    | 1248   | 1372   | 2328   | 2956   | 2905   | 3281   |
| Häuser    | 76     | 73     |        |        |        | 90     |        |        | 94     | 93     |        | 91     |        |        |        | 89     |        |        |        | 132    | 208    |        | 569    |        | 849    | 934    |
| Quelle    | [ 14 ] | [ 15 ] | [ 16 ] | [ 17 ] | [ 18 ] | [ 19 ] | [ 20 ] | [ 21 ] | [ 22 ] | [ 23 ] | [ 24 ] | [ 25 ] | [ 24 ] | [ 26 ] | [ 24 ] | [ 27 ] | [ 24 ] | [ 24 ] | [ 24 ] | [ 28 ] | [ 11 ] | [ 29 ] | [ 30 ] | [ 31 ] | [ 32 ] | [ 32 ] |

Ort Röttenbach
| Jahr      | 001818 | 001836 | 001861 | 001871 | 001885 | 001900 | 001925 | 001950 | 001961 | 001970 | 001987 |
| Einwohner | 295    | 349    | 324    | 347    | 378    | 367    | 405    | 750    | 1117   | 1242   | 1384   |
| Häuser    | 62     | 61     |        |        | 81     | 78     | 76     | 117    | 185    |        | 333    |
| Quelle    | [ 14 ] | [ 15 ] | [ 17 ] | [ 19 ] | [ 22 ] | [ 25 ] | [ 27 ] | [ 28 ] | [ 11 ] | [ 29 ] | [ 30 ] |

## Politik

### Gemeinderat
Im Gemeinderat gab es seit 2014 folgende Sitzverteilungen:
|      | CSU | SPD | FW | Gesamt   |
| 2014 | 7   | 2   | 5  | 14 Sitze |
| 2020 | 8   | 3   | 5  | 16 Sitze |

### Bürgermeister
Erster Bürgermeister der Gemeinde Röttenbach ist seit Mai 1996 Thomas Schneider (Freie Wähler), Stellvertreter ist Christian Riedl von der CSU.

### Wappen und Flagge
Wappen
| Wappen von Röttenbach | Blasonierung: „In Silber ein roter Schrägwellenbalken, oben die Krümme eines schwarzen Bischofstabes, unten ein schwebendes schwarzes Tatzenkreuz“ |
| Wappen von Röttenbach | Wappenbegründung: Das Wappen von Röttenbach weist auf die zwei für die Gemeinde bedeutende Herrschaftsinhaber hin. Der Bischofsstab ist dem Hochstiftswappen von Eichstätt entnommen. Das Tatzenkreuz stammt aus dem Wappen des Deutschen Ordens und erinnert an die Herrschaft der Deutschordenskommende Ellingen in Röttenbach seit dem 13. Jahrhundert bis zum Ende des Alten Reichs. Der rote Schrägwellenbach steht redend für den Ortsnamen, der „roter Bach“ bedeutet. Die Gemeinde Röttenbach führt seit 1982 ein Wappen. |

Flagge
Die Gemeindeflagge ist schwarz-weiß-rot.

## Bau- und Bodendenkmäler

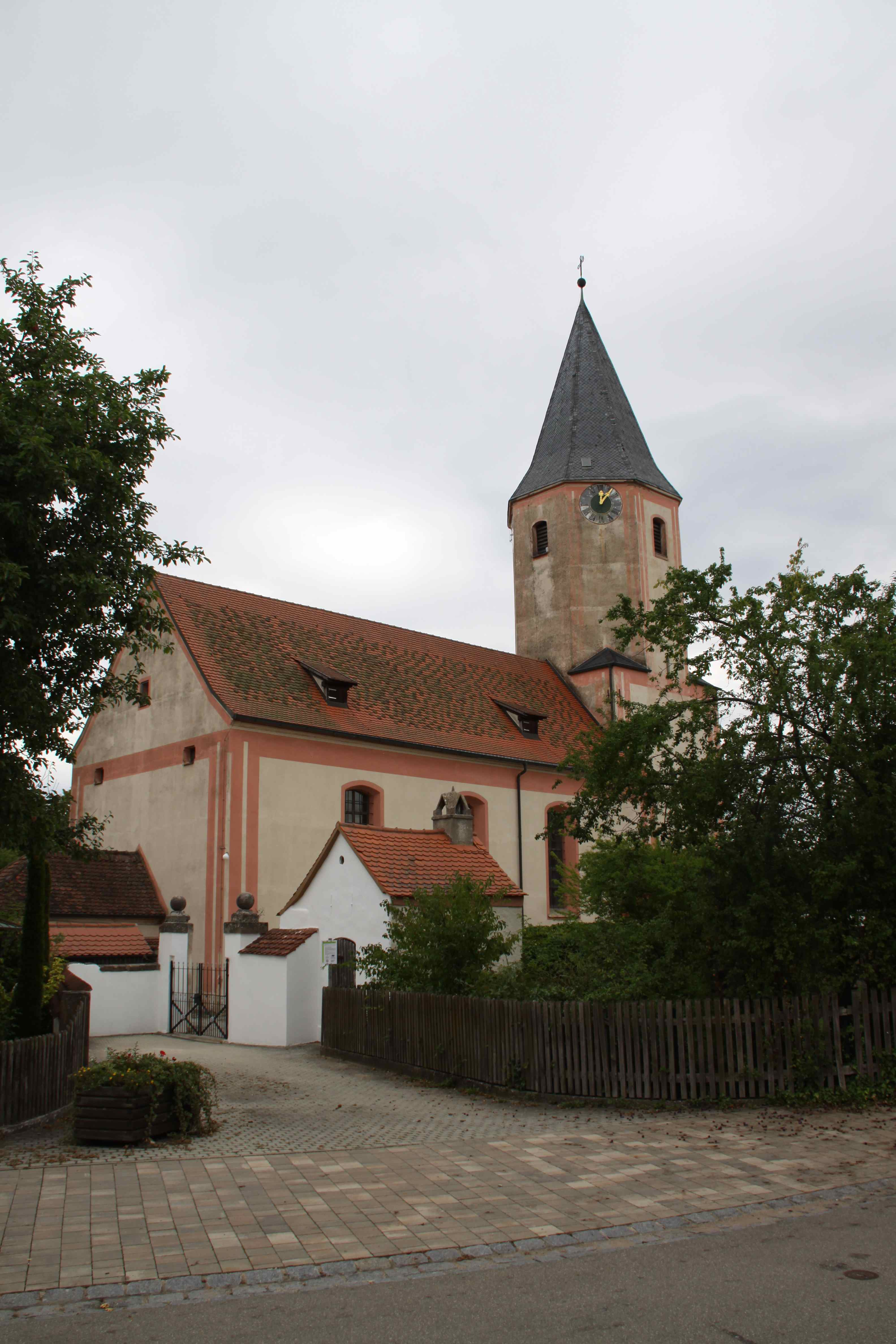
Friedhofskirche in Röttenbach

- alte Kirche in Röttenbach, Deutschherrnstraße
- Kapelle in Mühlstetten, Röttenbacher Straße
- Kirche St. Sebastian in Niedermauck, gotisch (14. Jahrhundert), auf einem Hügel inmitten des Dorfes, Hochaltar mit drei gotischen Statuen (1520); auf dem linken Seitenaltar Madonna von 1370 in barockem Schrein von 1780; um 1600 gemalte Kopie des Albrecht-Dürer-Gemäldes Madonna mit der Birne

## Verkehr
Die ehemals durch den Ort verlaufende Bundesstraße 2 wird seit 2007 im Osten um ihn herumgeführt, was eine wesentliche Entlastung darstellt. Sie führt nach Pleinfeld (7 km südwestlich) bzw. nach Roth (11,5 km nördlich). Gemeindeverbindungsstraßen führen nach Mühlstetten zur Staatsstraße 2224 (1,6 km westlich) und nach Niedermauk (1,6 km nordwestlich).
Busverbindungen gehen unter der Linie 629 nach Georgensgmünd Bahnhof, sowie weiteren Linien die fast ausschließlich als Schulbus dienen nach Roth, Windsbach und Hilpoltstein. Außerdem kommt jede Stunde eine Regionalbahn am zwei Kilometer entferntem Bahnhaltepunkt Mühlstetten in Richtung Nürnberg und München.